# 菲魯拉山
15°14′S 72°48′W / 15.233°S 72.800°W
菲魯拉山（Firura），是秘魯的火山，位於該國南部阿雷基帕大區，由拉烏尼翁省負責管轄，屬於安地斯山脈的一部分，該火山海拔高度5,498米。